# Aregallu, Arkalgud
Aregallu là một làng thuộc tehsil Arkalgud, huyện Hassan, bang Karnataka, Ấn Độ.